# Li Dian
En aquest nom xinès, el cognom és Li.
Li Dian va ser un general militar sota el comandament del poderós senyors de la guerra Cao Cao durant la tardana Dinastia Han Oriental i l'era dels Tres Regnes de la Xina. Va participar en la decisiva batalla de Guandu entre Cao Cao i el senyor de la guerra Yuan Shao. Li Dian també va tenir un paper significant en la defensa de Hefei durant la Batalla de Hefei contra les tropes de Sun Quan.
D'acord amb els Registres dels Tres Regnes, Li Dian va ser un alumne molt humil que respectava als literats. No lluitava amb altres per mèrits, i posava els assumptes oficials per davant dels personals.